# Schiffsmechaniker
Schiffsmechaniker ist ein Ausbildungsberuf in der deutschen Seefahrt.
Der Beruf des Schiffsmechanikers wurde 1983 eingeführt, die Aufgaben wurden zuvor an Deck von Matrosen und in der Maschine von Motorenwärtern erledigt. Die Ausbildungszeit beträgt drei Jahre. Es gibt im internationalen Vergleich keinen ähnlichen Ausbildungsberuf.

## Voraussetzungen
Voraussetzungen zur Ausbildung sind:
- mindestens Hauptschulabschluss
- gültige Seediensttauglichkeit für den Decks- und Maschinendienst
- Mindestalter von 16 Jahren
- bei Minderjährigen ggf. Einverständniserklärung der/des Erziehungsberechtigten[2]

## Ausbildungsstrukturierung

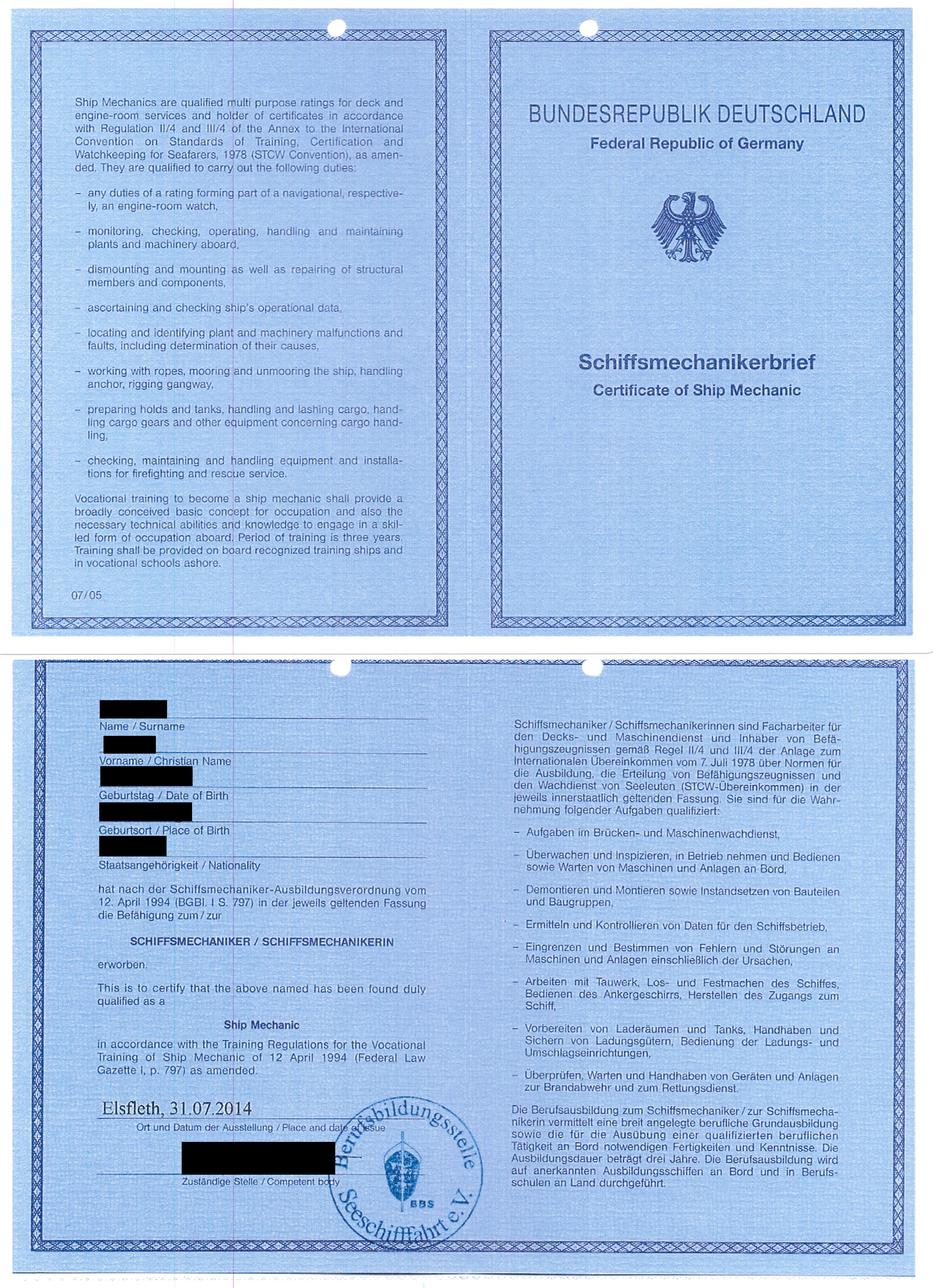
Beispiel eines Schiffsmechanikerbriefes

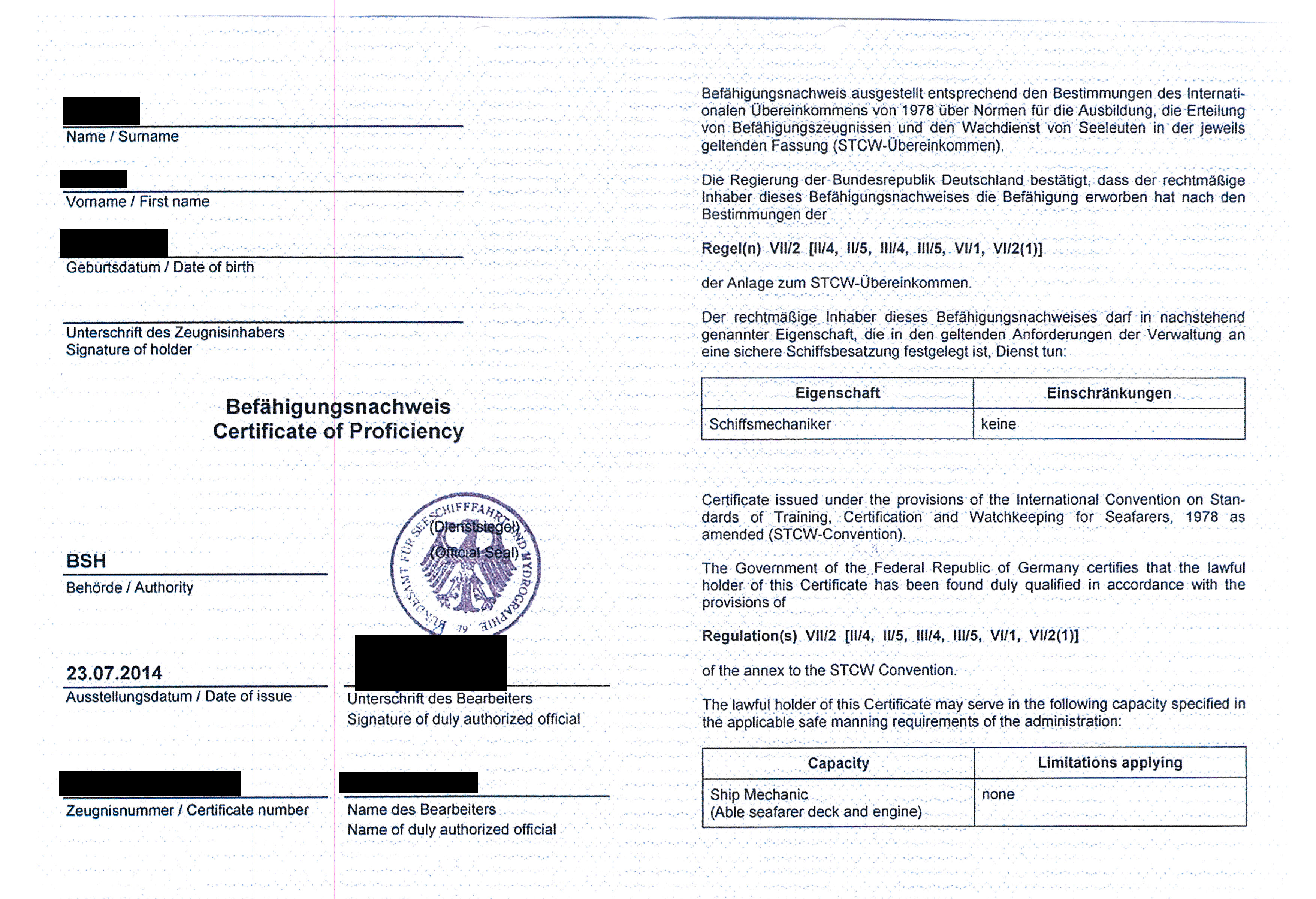
Beispiel eines international anerkannten Befähigungsnachweises (Fachkundezeugnis)

Bei der Ausbildung zum Schiffsmechaniker handelt es sich um einen dualen Ausbildungsberuf. Der praktische Teil wird auf den für die Ausbildung anerkannten Schiffen vermittelt, während der theoretische Teil in den Berufsschulen in Lübeck-Travemünde, Rostock und Elsfleth vermittelt wird.
Die Berufsbildungsstelle See sieht für eine dreijährige Ausbildung folgende Struktur vor:
- 1. Schulzeitblock von 12 Wochen
- überbetriebliche Ausbildung über 9 bis 13 Wochen in folgenden Bereichen:
  - Metallbearbeitung 7 bis 11 Wochen
  - Ausbildung in Brandabwehr, Rettung und Gefahrenabwehr für zwei Wochen gemäß STCW VI/1, 2, 3 und 6
- Ausbildung an Bord
- 2. Schulzeitblock von 12 Wochen (inklusive Abschlussprüfung Teil 1)
- Ausbildung an Bord
- 3. Schulzeitblock von 12 Wochen (inklusive Abschlussprüfung Teil 2)

Die Ausbildungszeit an Bord ist unterschiedlich und abhängig von dem jeweiligen Einsatzgebiet und den Hafenanläufen des Schiffes.